# 画笔南星
画笔南星（学名：Arisaema penicillatum）是天南星科天南星属的植物，是中国的特有植物。分布于中国大陆的广西、广东、云南等地，生长于海拔1,000米的地区，常生长在林中和密林中，目前尚未由人工引种栽培。

## 异名
- 線花天南星（Arisaema matsudae）
- Arisaema laminatum